# Veijo Meri
Veijo Meri (Viipuri (nu Vyborg, Rusland), 31 december 1928 – 21 juni 2015) was de belangrijkste modernistische Finse schrijver en een van 's werelds bekendste Finse auteurs. Zijn rijke oeuvre bestaat uit romans, novelles, gedichten, toneelstukken, essays, biografieën en hoorspelen. Zijn boeken zijn in 24 talen vertaald.
In Nederland kreeg hij in de jaren 60 bekendheid door vertalingen van De Kuil en Een kwestie van touw. Leven en werk van Meri zijn sterk beïnvloed door de Tweede Wereldoorlog en zijn ervaringen uit het kazernemilieu waarin hij opgroeide. Meri's verhalen tonen zijn gevoel voor het absurde, zoals zich dat in de meest alledaagse gebeurtenissen kan manifesteren.

## Opleiding
Meri rondde zijn middelbare school af in Hämeenlinna in 1948 en studeerde daarna geschiedenis aan de universiteit van Helsinki waar hij in 1959 afstudeerde. Van 1957 tot 1959 werkte hij mee bij uitgeverij Otava mee aan de serie Mitä-Missä-Milloin. Sindsdien is hij fulltime schrijver.

## Leven
Veijo Meri was de eerste zoon van Väinö Meri en Anna Sallinen. Meri trouwde in 1959 met Eeva Haanpää en samen kregen ze drie zoons.

## Vertaalde werken
- Manillaköysi (1957) Een kwestie van touw Amsterdam, Meulenhoff 1964. Vertaald uit het Frans door J.A. Schalekamp.
- Sujut (1961) De kuil Amsterdam, Meulenhoff 1966. Vertaald door L.E. Pihlajamaa-Glimmerveen.

## Werken in het Fins

### Proza
- Ettei maa viheriöisi, 1954, novelles.
- Manillaköysi, 1957, roman.
- Irralliset, 1959, roman.
- Vuoden 1918 tapahtumat, 1960, roman.
- Sujut, 1961, roman.
- Tilanteita, 1962, novelles.
- Manillaköysi ja kahdeksan novellia sodasta ja sotilaselämästä, 1962.
- Peiliin piirretty nainen, 1963, roman.
- Tukikohta, 1964, roman.
- Veijo Meren novellit, 1965.
- Everstin autonkuljettaja, 1966, roman.
- Veijo Meren sotaromaanit 1–2, 1966.
- Yhden yön tarinat, 1967, roman.
- Suku, 1968, roman.
- Veijo Meren romaanit 1, 1968.
- Sata metriä korkeat kirjaimet, 1969, novelles.
- Valitut teokset, 1969.
- Kersantin poika, 1971, roman.
- Morsiamen sisar ja muita novelleja, 1972.
- Leiri, 1972, novelled.
- Keskeiset teokset 1–4, 1975.
- Valitut novellit, 1979.
- Jääkiekkoilijan kesä, 1980, roman.
- Novellit, 1985.

### Lyriek
- Mielen lähtölaskenta, 1976.
- Toinen sydän, 1978.
- Ylimpänä pieni höyhen, 1980.
- Runoilijan kuolema, 1985:
- Yhdessä ja yksin, 1986.
- Kevät kuin aamu, 1987.
- Lasiankeriaat, 1990.
- Kun, 1991.

### Varia
- Kaksitoista artikkelia, 1967.
- Aleksis Stenvallin elämä, 1973.
- Kuviteltu kuolema, 1974.
- Goethen tammi, 1978.
- Tuusulan rantatie, 1981.
- Sanojen synty, 1982, etymologisch woordenboek.
- Elon Saarel tääl: Aleksis Kiven taustoja. Otava, Helsinki (1984). ISBN 951-1-07994-8.
- Julma prinsessa ja kosijat: esseet 1961–1986. Otava, Helsinki (1986). ISBN 951-1-08998-6.
- C. G. Mannerheim – Suomen Marsalkka, 1988.
- Tätä mieltä: esseitä ja monologeja. Otava, Helsinki (1989). ISBN 951-1-10489-6.
- Olavi Paavolainen, 1990.
- Suurmiehen luonne, 1992, in: Mannerheim: sotilas ja ihminen.
- Amleth ja muita Hamletteja: esseitä, puheenvuoroja ja pakinoita. Otava, Helsinki (1992). ISBN 951-1-12324-6.
- Maassa taivaan saranat: suomalaisten historia vuoteen 1814. Otava, Helsinki (1993). ISBN 951-1-12927-9.
- Huonot tiet, hyvät hevoset: Suomen suuriruhtinaskunta vuoteen 1870. Otava, Helsinki (1994). ISBN 951-1-13403-5.
- Ei tule vaivatta vapaus: Suomi 1870–1920. Otava, Helsinki (1995). ISBN 951-1-13785-9.
- Suurta olla pieni kansa: itsenäinen Suomi 1920–1940. Otava, Helsinki (1996). ISBN 951-1-14397-2.
- Pohjantähden alla: kirjoituksia Suomen historiasta. Otava, Helsinki (1999). ISBN 951-1-16077-X.

### Toneelstukken en hoorspelen
- Suomen paras näyttelijä, 1964, hoorspel.
- Vapaa iltapäivä, 1965, tv-drama.
- Sotamies Jokisen vihkiloma, 1965, toneelstuk.
- Taksikuski, 1967, hoorspel.
- Uhkapeli, 1968, toneelstuk.
- Maaottelussa, 1969, hoorspel.
- Kaupungin valtaus, 1969, tv-drama.
- Näytelmiä, 1970, toneelstukken.
- Nuorempi veli, 1970, toneelstuk.
- Hyvää yötä, tohtori Bergbom, 1973, hoorspel.
- Vääpeli Sadon tapaus, 1973, hoorspel.
- Aleksis Kivi, 1974, toneelstuk.
- Kaksi komediaa: Sano Oili vaan, Syksy 1939, 1978, twee toneelstukken.
- Veitsi, 1989, libretto voor de opera van Paavo Heininen.